# Steve Guttenberg

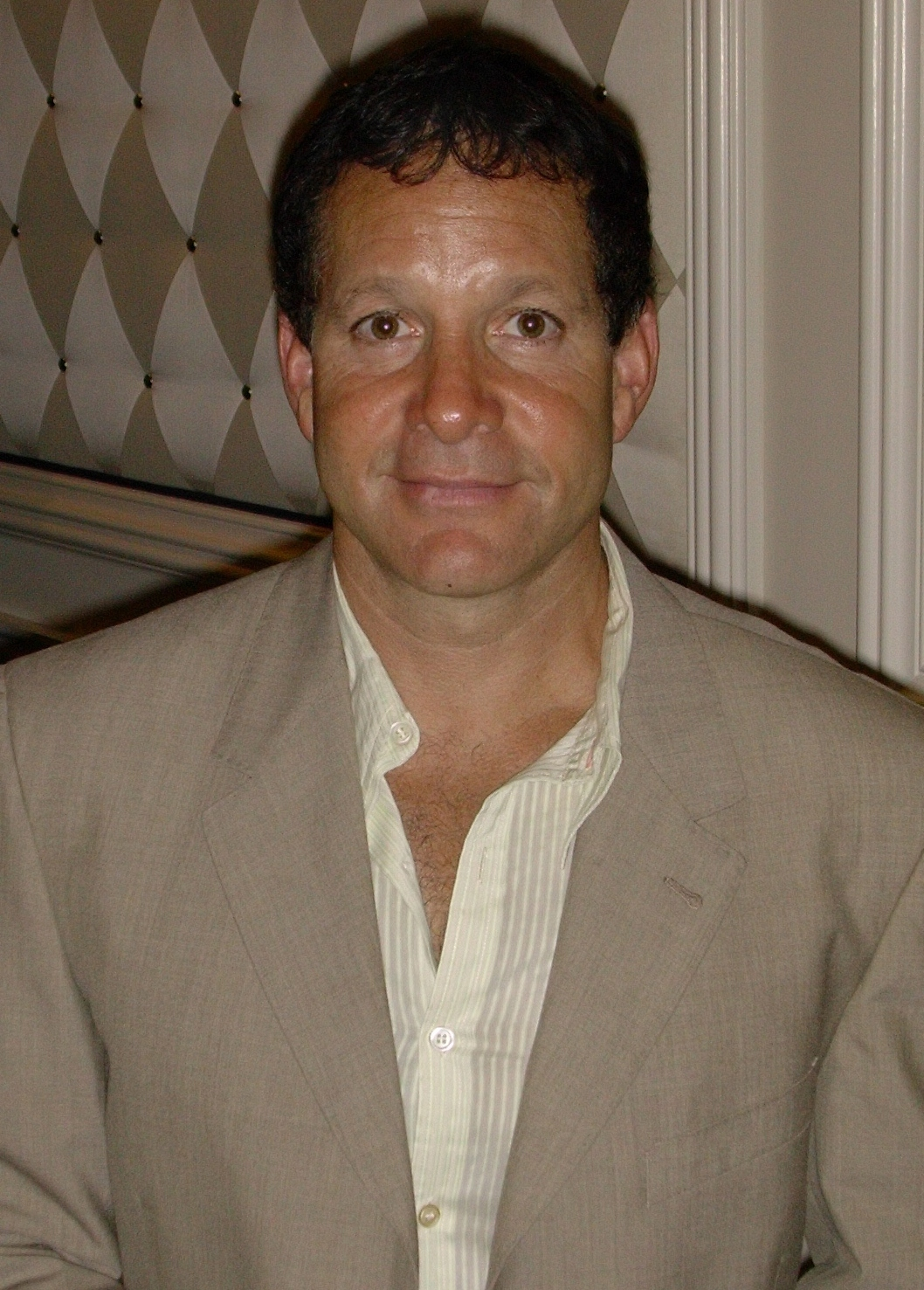
Steve Guttenberg (2005)

Steve Robert Guttenberg (* 24. August 1958 in New York) ist ein US-amerikanischer Schauspieler.

## Leben
Steve Guttenberg wuchs auf Long Island als Sohn eines Polizisten jüdischer Herkunft auf. Die ersten Schritte in der Schauspielerei machte er an der renommierten Juilliard-Schauspielschule in New York. Auch besuchte er das Actors Studio und stellte sein Talent in kleinen Film- und Fernsehrollen unter Beweis. Dennoch begann er ein Medizinstudium.

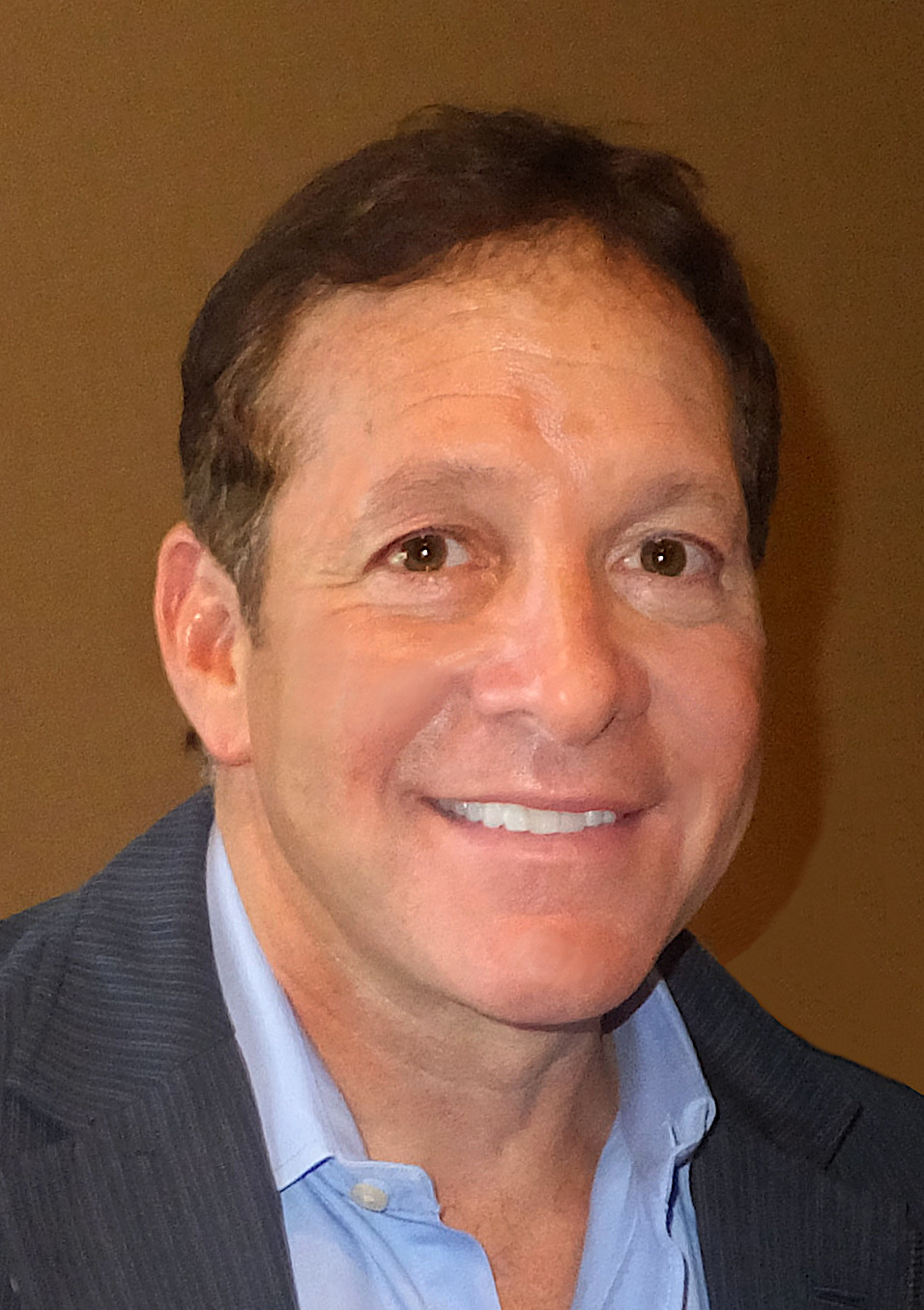
Steve Guttenberg (2013)

Große Erfolge als Schauspieler feierte Steve Guttenberg mit Familienfilmen. Hierzu zählen Noch drei Männer, noch ein Baby, eine Neuverfilmung des französischen Erfolgsfilms Drei Männer und ein Baby, und die Fortsetzung Drei Männer und eine kleine Lady. Weiterhin prägten Filme wie Cocoon, Cocoon II – Die Rückkehr, Nummer 5 lebt!, Casper – Wie alles begann und High Spirits seine Laufbahn. Seine größten Erfolge feierte er jedoch mit den ersten vier Filmen der Police-Academy-Reihe. Ebenfalls künstlerisch erfolgreich war er im Fernsehfilm The Day After – Der Tag danach über die Auswirkungen eines fiktiven Atomkriegs in den USA.
Seine erste Arbeit als ausführender Filmproduzent war 1988 der Kurzfilm Gangs für die CBS-Fernsehserie CBS Schoolbreak Special, der von Kritikern hochgelobt wurde und für den er auch eine Emmy-Nominierung erhielt. 1993 gab er sein Regiedebüt mit dem Kurzfilm Love Off Limits, ebenfalls für die US-Fernsehserie CBS Schoolbreak Special.
Im Londoner West End trat Guttenberg in Tom Griffins Stück The Boys Next Door auf und spielte am Broadway in Craig Lucas’ Prelude To A Kiss am Helen Hayes Theatre.
Privat engagiert er sich seit Jahren für Obdachlose und junge Menschen ohne Perspektive. So eröffnete er das Wohnprojekt Guttenhouse, in dem junge Menschen unterstützt werden, nachdem sie aus dem Waisenhaus entlassen wurden.
Guttenberg war von 1988 bis 1992 mit der Schauspielerin Denise Bixler verheiratet. Am 19. Januar 2019 heiratete Guttenberg die Fernsehreporterin Emily Smith (WCBS-TV) in Malibu. Die beiden lernten sich 2014 bei einem Blind Date kennen.
Im Dezember 2011 erhielt er einen Stern auf dem Hollywood Walk of Fame (6411 Hollywood Boulevard, vor einem Polizei-Verein zur Jugendkriminalitätsprävention).

## Filmografie (Auswahl)
- 1977: Something for Joey (Fernsehfilm)
- 1977: Achterbahn (Rollercoaster)
- 1977: Highschool Story (The Chicken Chronicles)
- 1978: The Boys from Brazil
- 1979: Billy (Fernsehserie)
- 1979: Eine amerikanische Familie (Family, Fernsehserie)
- 1979: Spiel mit der Liebe (Players)
- 1980: Meine Träume sind bunt (To Race the Wind, Fernsehfilm)
- 1980: Supersound und flotte Sprüche (Can’t Stop the Music)
- 1981: Wunder auf dem Eis (Miracle on Ice, Fernsehfilm)
- 1982: American Diner (Diner)
- 1982: No Soap, Radio (Fernsehserie)
- 1983: Hochzeit mit Hindernissen (The Man Who Wasn’t There)
- 1983: The Day After – Der Tag danach (The Day After, Fernsehfilm)
- 1984: Police Academy – Dümmer als die Polizei erlaubt (Police Academy)
- 1985: The Ferret (Kurzfilm)
- 1985: Police Academy 2 – Jetzt geht’s erst richtig los (Police Academy 2: Their First Assignment)
- 1985: Cocoon
- 1985: Die Weißkittel – Dümmer als der Arzt erlaubt (Bad Medicine)
- 1986: Shelley Duvall’s Tall Tales and Legends (Fernsehserie)
- 1986: Police Academy 3 – … und keiner kann sie bremsen (Police Academy 3: Back in Training)
- 1986: Nummer 5 lebt! (Short Circuit)
- 1986: Saturday Night Live (Fernsehserie)
- 1987: Das Schlafzimmerfenster (The Bedroom Window)
- 1987: Police Academy 4 – Und jetzt geht’s rund (Police Academy 4: Citizens on Patrol)
- 1987: Amazonen auf dem Mond oder Warum die Amis den Kanal voll haben (Amazon Women on the Moon)
- 1987: Nicht jetzt, Liebling (Surrender)
- 1987: Noch drei Männer, noch ein Baby (3 Men and a Baby)
- 1988: High Spirits
- 1988: Cocoon II – Die Rückkehr (Cocoon: The Return)
- 1989: Michael Jackson – Liberian Girl (Musikvideo)
- 1990: Mit den besten Absichten (Don’t Tell Her It’s Me)
- 1990: Drei Männer und eine kleine Lady (3 Men and a Little Lady)
- 1993: CBS Schoolbreak Special (Fernsehserie)
- 1995: The Big Green – Ein unschlagbares Team (The Big Green)
- 1995: Familienfest und andere Schwierigkeiten (Home for the Holidays)
- 1995: Eins und Eins macht Vier (It Takes Two)
- 1997: M.O.D. – Maximum Overdrive (Overdrive)
- 1997: Zeus & Roxanne – Eine tierische Freundschaft (Zeus and Roxanne)
- 1997: Casper – Wie alles begann (Casper: A Spirited Beginning, Fernsehfilm)
- 1997: Im Jenseits sind noch Zimmer frei (Tower of Terror, Fernsehfilm)
- 1998: Home Team – Ein treffsicheres Team (Home Team)
- 1998: Airborne – Bete, dass sie nicht landen! (Airborne)
- 2002: P.S. Your Cat Is Dead!
- 2003: The Stranger (Kurzfilm)
- 2004: Single Santa Seeks Mrs. Claus (Fernsehfilm)
- 2005: Domino One
- 2005: Der Poseidon-Anschlag (The Poseidon Adventure, Fernsehfilm)
- 2005: Meet the Santas (Fernsehfilm)
- 2005–2006: Veronica Mars (Fernsehserie)
- 2006: Mojave Phone Booth
- 2007: Criminal Intent – Verbrechen im Visier (Criminal Intent, Fernsehserie)
- 2007: Making Change
- 2008: Cornered!
- 2008: Fatal Rescue
- 2008: Jackson
- 2008: Major Movie Star (Private Valentine: Blonde & Dangerous)
- 2008: Immer wieder Jim (According to Jim, Fernsehserie)
- 2010: Ay Lav Yu
- 2012: Eldorado
- 2015: Detective Laura Diamond (The Mysteries of Laura, Fernsehserie)
- 2015: Lavalantula – Angriff der Feuerspinnen (Lavalantula, Fernsehfilm)
- 2015: Community (Fernsehserie)
- 2016: Sharknado 4 (Sharknado: The 4th Awakens, Fernsehfilm)
- 2016: 2 Lava 2 Lantula! (Fernsehfilm)
- 2017: Ballers (Fernsehserie, 8 Episoden)
- 2019: Trauma Center
- 2019–2020: Die Goldbergs (The Goldbergs, Fernsehserie, 5 Episoden)
- 2020: Rifkin’s Festival
- 2024: High Potential (Fernsehserie, 1 Episode)